# Manuel Parrado Carral
Manuel Parrado Carral (ur. 29 września 1946 w San Román) – brazylijski duchowny rzymskokatolicki pochodzenia hiszpańskiego, w latach 2008–2022 biskup São Miguel Paulista.

## Życiorys
Urodził się w hiszpańskiej miejscowości San Román. Gdy miał kilka lat, jego rodzice wyemigrowali do Brazylii i osiadli w Santo André. Ukończył studia filozoficzne i teologiczne w São Paulo.
Święcenia kapłańskie przyjął 10 grudnia 1972 i został inkardynowany do diecezji Santo André. Pełnił funkcje m.in. rektora miejscowego seminarium (1989-1998), proboszcza parafii katedralnej (1999-2000) oraz członka licznych rad diecezjalnych (m.in. Kolegium Konsultorów i Rady Duszpasterskiej).

### Episkopat
3 stycznia 2001 papież Jan Paweł II mianował go biskupem pomocniczym archidiecezji São Paulo i przydzielił mu stolicę tytularną Iunca in Byzacena. Sakry biskupiej udzielił mu 10 marca tegoż roku ówczesny ordynariusz tejże archidiecezji, kard. Cláudio Hummes.
9 stycznia 2008 został mianowany biskupem diecezji São Miguel Paulista. 21 września 2022 papież Franciszek przyjął jego rezygnację z pełnionego urzędu, złożoną ze względu na wiek.